# Noureddine Souli
Noureddine Souli, né le 4 juillet 1961 à Tunis, est un acteur franco-tunisien.

## Biographie
Il entre à l'âge de 19 ans dans une troupe professionnelle de théâtre à Tunis, sous la direction de Mohamed Daraji. Il y joue fleur de cactus de Barillet et Crédy (Traduite à l'arabe). 
Arrivé en France à l'âge de 21 ans, il s'inscrit au Cours Florent, passe une année avec François Florent, puis deux années en classe libre avec Francis Huster, Jacques Weber, Françoise Seigner, etc.
Jean-Pierre Marchand lui offre son premier grand rôle à la télévision pour la série à succès La Vallée des espoirs écrite par Jean-Pierre Sinapi. Il enchaîne, notamment en Algérie, dans Les Portes du silence d'Amar Laskri, ainsi que de nombreux rôles en France ainsi qu'à l'étranger.

## Théâtre
- Faisons un rêve de Mohamed Daraji
- Lorenzaccio de Mario Francheschi
- Algérie française de Benoît Marbot

## Filmographie

### Cinéma
- 1988 : Les Portes du silence d'Amar Laskri
- 1989 : Lieb ist starker als tod de Juraj Herz
- 1989 : Après après-demain de Gérard Frot-Coutaz
- 1991 : Un sous-marin sous la nappe d'Ignasi P. Ferré
- 1993 : Ya Nabil de Mohamed Zran
- 1998 : Pola X de Leos Carax
- 2003 : L'Odyssée de Brahim Babaï
- 2011 : Les Hommes libres d'Ismaël Ferroukhi
- 2019 : Dajjal de Karim Ben Rhouma
- 2020 : Streams de Mehdi Hmili.

### Télévision
- 1987 : Danger Passion de Philippe Triboit
- 1988 : La Vallée des espoirs de Jean-Pierre Marchand
- 1989 : Tribunal (épisode Abandon d'enfant)
- 1989 : Notre homme d'Élisabeth Rappeneau
- 1989 : Highlander de Paolo Barzman
- 1995 : Navarro de Gérard Marx
- 2002 : Itr Al Ghadhab de Habib Mselmani
- 2004 : Imperium: Augustus de Roger Young
- 2004 : L'Île maudite de Rémy Burkel